# Correlació
La correlació estadística és una mesura estadística que indica la força i la direcció d'una relació lineal entre dues variables aleatòries. Es considera que dues variables quantitatives estan correlacionades quan els valors d'una d'elles varien sistemàticament pel que fa als valors homònims de l'altra. Per exemple, per a dues variables (A i B) existeix correlació si en augmentar els valors de A també augmenten els de B i viceversa. La correlació entre dues variables no implica, per si mateixa, cap relació de causalitat (vegeu cum hoc ergo propter hoc).

## Força, sentit i forma de la correlació
La relació entre dues variables quantitatives se sol representar gràficament mitjançant la línia de millor ajust, traçada a partir del núvol de punts. Els principals components elementals d'una línia d'ajust i, per tant, d'una correlació, són la força, el sentit i la forma:
- La força extrem segons el cas, mesura el grau en què la línia representa el núvol de punts: si el núvol és estret i allargat, es representa per una línia recta, la qual cosa indica que la relació és forta; si el núvol de punts té una tendència el·líptica o circular, la relació és feble.
- El sentit mesura la variació dels valors de B respecte a A: si en créixer els valors de A ho fan els de B, la relació és positiva, si en créixer els valors de A disminueixen els de B, la relació és negativa.
- El mode estableix el tipus de línia que defineix el millor ajust: la línia rectal, la corba monòtona o la corba no monòtona.

## Coeficients de correlació
Hi ha diversos coeficients que mesuren el grau de correlació, adaptats a la naturalesa de les dades. El més conegut és el coeficient de correlació de Pearson (introduït en realitat per Francis Galton), s'obté dividint la covariància de dues variables pel producte de les seves desviacions estàndard. Altres coeficients són:
- Coeficient de correlació de Spearman
- Correlació canònica

## Interpretació geomètrica
Ambdues sèries de valors {\displaystyle X(x_{1},\ldots ,x_{n})} i {\displaystyle I(y_{1},\ldots ,y_{n})}
poden ser considerades com a vectors en un espai an dimensions. Substituint-los per vectors centrats:
{\displaystyle X(x_{1}-{\bar {x}},\ldots ,x_{n}-{\bar {x}})} i {\displaystyle I(y_{1}-{\bar {i}},\ldots ,y_{n}-{\bar {i}})}.
El cosinus de l'angle alfa entre aquests vectors és donat per la fórmula següent:
{\displaystyle \cos(\alpha )={\dfrac {\displaystyle \sum _{i=1}^{N}(x_{i}-{\bar {x}})\cdot (y_{i}-{\bar {i}})}{{\sqrt {\displaystyle \sum _{i=1}^{N}(x_{i}-{\bar {x}})^{2}}}\cdot {\sqrt {\displaystyle \sum _{i=1}^{N}(y_{i}-{\bar {i}})^{2}}}}}}
Doncs {\displaystyle \cos(\alpha )} és el coeficient de correlació de Pearson.
El coeficient de correlació és el cosinus entre els dos vectors centrats !
Si {\displaystyle r=1}, l'angle {\displaystyle \alpha =0^{\circ }}, tots dos vectors són alineats (paral·lels).
Si {\displaystyle r=0}, l'angle {\displaystyle \alpha =90^{\circ }}, tots dos vectors són ortogonals.
Si {\displaystyle r=-1}, l'angle {\displaystyle \alpha =180^{\circ }}, tots dos vectors són alineats de direcció oposada.
Generalitzant: {\displaystyle \alpha =\arccos(r)}.
Per descomptat, del punt de vista geomètric, no es parla de correlació lineal: el coeficient de correlació té sempre un sentit, qualsevol que sigui el seu valor entre -1 i 1. Informa de manera precisa, no tant sobre el grau de dependència entre les variables, que sobre la seva distància angular en la hiperesfera a n dimensions.
La iconografia de les correlacions és un mètode d'anàlisi multidimensional que reposa en aquesta idea.
La correlació lineal es dona quan en un núvol de punts aquests es troben o es distribueixen al voltant d'una recta.